# Nastassia Nowikawa
Nastassia Alaksandrauna Nowikawa (biał. Настасся Аляксандраўна Новікава; (ur. 16 listopada 1981) – białoruska sztangistka, czterokrotna medalistka mistrzostw świata i pięciokrotna medalistka mistrzostw Europy.

## Kariera
W 2008 roku zdobyła brązowy medal w wadze piórkowej na igrzyskach olimpijskich w Pekinie. Wyprzedziły ją tylko Tajka Prapawadee Jaroenrattanatarakoon i Yoon Jin-hee z Korei Południowej. Jednak w 2016 roku została zdyskwalifikowana za stosowanie dopingu i pozbawiona medalu. W tej samej kategorii była piąta podczas igrzysk olimpijskich w Atenach cztery lata wcześniej. Piąte miejsce zajęła również (w wadze lekkiej) na igrzyskach olimpijskich w Londynie w 2012 roku. W 2011 roku zdobyła złoty medal w wadze lekkiej na mistrzostwach świata w Paryżu. W tej samej kategorii wagowej była ponadto druga podczas mistrzostw świata w Goyang w 2009 roku i mistrzostw świata w Antalyi w 2010 roku, a w 2007 roku była druga w wadze piórkowej na mistrzostwach świata w Chiang Mai.